# Mario Schifano
Mario Schifano (Homs, 20 settembre 1934 – Roma, 26 gennaio 1998) è stato un pittore e regista italiano.
Insieme a Franco Angeli e Tano Festa rappresentò un punto fondamentale della Pop art italiana ed europea. Perfettamente inserito nel panorama culturale internazionale degli anni sessanta, era reputato un artista prolifico, esuberante ed amante della mondanità. La dipendenza dalle droghe che durò per tutta la sua vita gli valse l'etichetta di "artista maledetto".
Appassionato studioso di nuove tecniche pittoriche, fu tra i primi ad usare il computer per creare opere e riuscì a elaborare immagini dal computer e riportarle su tele emulsionate (le "tele computerizzate"). La prolificità dell'autore e l'apparente semplicità delle sue opere hanno portato alla diffusione di un grande numero di falsi, soprattutto dopo la sua scomparsa.

## Biografia

### Gioventù ed esordi
Mario Schifano nacque nella Libia italiana, da Giuseppe Schifano e Rosa Paganini, dove il padre, di origine siciliana, era impiegato del ministero della Pubblica Istruzione e collaboratore di Renato Bartoccini. Dopo la fine della guerra tornò a Roma dove, a causa della sua personalità irrequieta, lasciò presto la scuola, lavorando in un primo momento come commesso, per poi seguire le orme del padre che lavorava al museo etrusco di Villa Giulia come archeologo e restauratore. Grazie a questa esperienza si avvicinò all'arte eseguendo, in un primo periodo, opere che risentivano dell'influenza dell'Arte informale. La sua prima mostra personale fu alla Galleria Appia Antica di Roma nel 1959.
Sul finire degli anni cinquanta partecipò al movimento artistico Scuola di Piazza del Popolo assieme ad artisti come Francesco Lo Savio, Mimmo Rotella, Giuseppe Uncini, Giosetta Fioroni, Tano Festa e Franco Angeli. Il gruppo si riuniva al Caffè Rosati, bar romano allora frequentato fra gli altri da Pier Paolo Pasolini, Alberto Moravia e Federico Fellini e situato a piazza del Popolo, da cui presero il nome. Nel 1960 i lavori del gruppo vengono esposti, in una mostra collettiva, presso la Galleria La Salita.

### 1961-1970: Arte, Cinema e Le Stelle
Nel 1961 ottiene il Premio Lissone per la sezione "Giovane pittura internazionale" e una personale alla Galleria La Tartaruga di Plinio De Martiis a Roma.
Nel frattempo, al Caffè Rosati aveva conosciuto fra gli altri la sua futura amante Anita Pallenberg, con la quale fece il suo primo viaggio a New York nel 1962 dove entrò in contatto con Andy Warhol e Gerard Malanga frequentando la Factory e le serate del New American Cinema Group. In questo periodo partecipò alla mostra New Realists alla Sidney Janis Gallery, una collettiva che comprendeva gran parte dei giovani artisti della Pop art e del Nouveau Réalisme, fra cui Andy Warhol e Roy Lichtenstein. Ebbe poi occasione di partecipare alla vita mondana newyorkese che lo portò alle prime sperimentazioni con l'LSD.
Al suo ritorno da New York, dopo aver partecipato a mostre a Roma, Parigi e Milano, partecipò nel 1964 alla XXXII Esposizione internazionale d'arte di Venezia. In questo periodo, i suoi quadri definiti "paesaggi Anemici", nei quali è la memoria ad evocare la rappresentazione della natura con piccoli particolari o scritte allusive e compaiono in embrione le rivisitazioni della storia dell'arte che lo portarono più tardi alle famose opere pittoriche sul futurismo. Sono dello stesso anno anche i suoi primi film in 16 mm Round Trip e Reflex, che lo inseriscono, come figura centrale del cinema sperimentale italiano, al margine di quel movimento che di li a poco avrebbe portato all'esperienza della Cooperativa Cinema Indipendente, alla quale non aderì mai apertamente. A Roma conobbe e frequentò Marco Ferreri e Giuseppe Ungaretti al quale, già ottantenne, offrì una serata al Peyote. Ma una delle conoscenze di questo periodo che più lo influenzarono fu quella con Ettore Rosboch, con il quale strinse una profonda amicizia, basata sulla comune passione per la musica. In quegli anni, anche grazie ai continui viaggi a Londra, i due strinsero amicizia con i Rolling Stones, ai quali presentarono Anita Pallenberg che nel 1965 iniziò una relazione con Brian Jones, per poi diventare, anni dopo, la compagna di Keith Richards. Nel 1965 partecipa alla Biennale di San Marino e alla Biennale di San Paolo del Brasile e realizza il suo ciclo di lavori dal titolo Io sono infantile, risvegliando l'interesse fra gli altri di Maurizio Calvesi, Maurizio Fagiolo dell'Arco e Goffredo Parise.
Nel 1966-67, anche grazie alla collaborazione di Ettore Rosboch forma la band Le Stelle di Mario Schifano, avviando così una stretta collaborazione con i musicisti Giandomenico Crescentini, ex bassista dei New Dada, il chitarrista romano Urbano Orlandi, il tastierista Nello Marini ed il batterista alessandrino Sergio Cerra, dei quali gestisce l'indirizzo musicale e la regia dei concerti trasformandoli, per un paio d'anni, in uno degli esempi più alti di musica psichedelica italiana ed internazionale. Mario Schifano lasciò il gruppo a se stesso dopo l'evento romano Grande angolo, sogni e stelle svoltosi il 28 dicembre al Piper Club, dedicandosi più attivamente alla sua attività cinematografica ed artistica, e lasciandosi anche trascinare in una temporanea relazione con Marianne Faithfull, di cui si parlò molto nella stampa scandalistica inglese. L'impianto visivo della serata Grande angolo, sogni e stelle prevedeva inoltre la proiezione sui musicisti, tramite quattro proiettori, di immagini sul Vietnam, di immagini di natura e del lungometraggio Anna Carini vista in agosto dalle farfalle precedentemente presentato allo Studio Marconi.
Nel 1967 realizza le sequenze dei titoli di testa e di coda per il film L'harem di Marco Ferreri. Fu proprio grazie all'interessamento di Ferreri al suo lavoro se l'anno dopo riuscì a produrre la sua Trilogia per un massacro, formata dai tre lungometraggi Satellite (1968), Umano non umano (1969), a cui collaborarono Adriano Aprà, Carmelo Bene, Mick Jagger, Alberto Moravia, Sandro Penna, Rada Rassimov e Keith Richards e Trapianto, consunzione, morte di Franco Brocani (1969).
Nel 1968 disegna la copertina di Stereoequipe degli Equipe 84. Nel 1969 l'appartamento sito in piazza in Piscinula a Roma che allora apparteneva a Schifano fu usato da Ferreri come set del film Dillinger è morto, sulle cui pareti sono visibili alcuni dipinti dell'artista. Nel 1969 i Rolling Stones dedicano a Mario Schifano il brano Monkey Man.

### Anni settanta e ottanta
Nel 1971 alcuni suoi quadri vengono inseriti da Achille Bonito Oliva nella mostra Vitalità nel negativo nell'arte italiana 1960/70. Inoltre la sua amicizia con il presidente della Biennale di Monza, Oscar Cugola, lo portò ad essere molto vicino agli ambienti televisivi. Molti dei suoi lavori, i cosiddetti "monocromi", presentano solamente uno o due colori, applicati su carta da imballaggio incollata su tela. L'influenza di Jasper Johns si manifestava nell'impiego di numeri o lettere isolate dell'alfabeto, ma nel modo di dipingere di Schifano possono essere rintracciate analogie con il lavoro di Robert Rauschenberg. In un quadro del 1960 si legge la parola "no" dipinta con sgocciolature di colore in grandi lettere maiuscole, come in un graffito murale.
L’influenza della Pop art si nota in tutta la produzione artistica di Mario Schifano, affascinato dalle nuove tecnologie, dalla pubblicità, dalla musica, dalla fotografia e dalla sperimentazione. In particolare, le opere più vicine alla pop art dell’artista sono quelle degli anni Ottanta. Tra le opere più importanti di questo periodo vanno ricordate le Propagande, serie dedicate ai marchi pubblicitari (Coca-Cola ed Esso) in cui si ha un chiaro esempio di veicolazione di immagini di uso comune e facilmente riconoscibili citate in molteplici modi o particolari delle stesse, alle biciclette, ai fiori e alla natura in genere (tra le serie più famose troviamo i Paesaggi anemici, le Vedute interrotte, L'albero della vita, estinti e i Campi di grano). Sono sicuramente da annoverare come tra le opere più riconoscibili e importanti le tele emulsionate, figlie di quei suoi continui scatti fotografici che accompagnano tutta la sua vita, supporti sui quali vengono riproposte immagini televisive di consumo quotidiano, molteplici e a flusso continuo con leggeri interventi pittorici. Esistono nella sua produzione anche tele dove tramite tecnica di serigrafia sono riproposte immagini tra le più importanti da lui realizzate (Esso, Compagni compagni, Paesaggi), le quali tuttavia non sono da intendere propriamente come "serigrafie", bensì quali opere uniche realizzate con la suddetta tecnica. Schifano in quegli anni aveva quasi abbandonato la pittura come tecnica in quanto lui stesso affermava che essa fosse morta e diventata obsoleta rispetto all'utilizzo di tecniche diverse (ad esempio le emulsioni o appunto le serigrafie). In realtà non la abbandonerà mai nonostante la realtà pittorica di quegli anni lo suggerisse, permettendogli in ogni caso di diventare precursore sempre curioso dell'uso della tecnologia per la produzione artistica. Per affinità con le tendenze culturali di cui sopra, negli anni ottanta entrò in contatto con il gruppo di creativi (illustratori, scrittori, fumettisti, reporter) della rivista Frigidaire (Stefano Tamburini, Vincenzo Sparagna, Andrea Pazienza, Tanino Liberatore, Massimo Mattioli, Filippo Scozzari).
Nel 1984 realizza il Ciclo della natura, composto da dieci grandi tele donate al Museo d'Arte Contemporanea di Gibellina, in provincia di Trapani.

### Anni novanta
L'ultimo periodo di produzione è particolarmente segnato dai media e dalla multimedialità, interrotto soltanto da alcuni cicli più prettamente pittorici. Il 27 marzo 1997 l'artista, che negli anni ottanta aveva subito delle condanne per possesso di sostanze stupefacenti, ottenne dalla Corte d'Appello penale di Roma la completa reintegrazione giudiziaria poiché "la droga era solo per uso personale" grazie alla difesa suo avvocato Attilio Maccarrone. Morì a 63 anni, mentre si trovava nel centro di rianimazione dell'ospedale Santo Spirito di Roma, a causa di un infarto.

## Mercato dell'arte
In un'asta di Sotheby's nel 2022, l'opera Tempo Moderno (smalto su tela) è stata venduta per 2,3 milioni di €.

## Eredità
Il Centro Studi e Archivio della Comunicazione di Parma conserva due fondi dedicati a Mario Schifano. Il primo di questi comprende 13 opere su tela. Il secondo è invece composto da 132 polaroid e 244 fotografie in bianco e nero su carta tonalità argento, realizzate negli Stati Uniti durante la progettazione del film Human Lab, oltre ad una serie di 47 fotografie in bianco e nero di autori vari (in prevalenza anonimi): ritratti di Mario Schifano al lavoro, in casa, in compagnia di altri artisti o intellettuali. Entrambi i fondi sono pubblici e interamente consultabili.
Nel 2008 in occasione del decimo anniversario della morte di Schifano, lo CSAC organizza America Anemica, una rassegna dell’intera donazione dell’autore curata da Arturo Carlo Quintavalle.

## Filmografia

### Regia
- 1964: Round Trip (16 mm, B&W)
- 1964: Reflex (16 mm, B&W, 8')
- 1966/1967: Pittore a Milano (16 mm, B&W)
- 1967: Serata (16 mm, Col)
- 1967: Anna Carini in agosto vista dalle farfalle (16 mm, col: disperso)
- 1967: Vietnam (16 mm, B&W, muto, 3')
- 1967: Made in USA (16 mm, B&W, muto)
- 1967: Silenzio (16 mm, B&W, muto)
- 1967: Jean-Luc Cinema Godard (16 mm, B&W)
- 1967: Ferreri (16 mm, B&W, muto, 6')
- 1967: Carol+Bill (16 mm, B&W, 31 min)
- 1967: Souvenir (16 mm, B&W, 11')
- 1967: Film (16 mm, B&W, 15')
- 1967: Anna (16 mm, B&W, muto, 12')
- 1967: Fotografo (16 mm, B&W, muto, 3')
- 1967: Schifano (16 mm, B&W, muto, 1')
- 1967: Voce della foresta di plastica (16 mm)
- 1968: Satellite (35 mm, B&W e Col, 82')
- 1969: Umano, non umano (35 mm e 16 mm, Col, 95': Produzione Mount Street Film)
- 1969: Trapianto, consunzione, morte di Franco Brocani (35 mm e 16 mm, Col e B&W, 120')
- 1970: Paesaggi (Super 8 mm, Col)
- 1985: Sigla per "La Magnifica Ossessione" (Video, Col, 2': Produzione RAI)
- 1994: Absolut Vodka (Video, Col, 20': Corealizzazione con Roberto Lucca Taroni)

### Attore
- 1967: È ormai sicuro il mio ritorno a Knossos, regia di Franco Brocani

### Altro
- 1976: Cadaveri eccellenti, regia di Francesco Rosi, collaborazione alla scenografia

## Mostre principali

### Personali
- 1959: Mario Schifano, Galleria Appia Antica, Roma
- 1961: Mario Schifano, Galleria La Tartaruga, Roma
- 1963: Schifano. Tutto, Galleria Odyssia, Roma
- 1963: Galleria L’Ariete, Milano.
- 1963: Galerie Sonnabend, Parigi.
- 1964: Mario Schifano, Galleria L'Ariete, Milano
- 1964: Galleria Il Punto, Torino.
- 1964: Odyssia Gallery, New York
- 1966: Inventario con anima e senza anima, Studio Marconi, Milano.
- 1966: Galleria Il canale, Venezia
- 1966: Galleria Stein, Torino
- 1967: Tuttestelle, Studio Marconi, Milano
- 1967: Galleria La Bertesca, Genova
- 1967: Galleria Stefanoni, Lecco
- 1967: Galleria Scipione, Macerata
- 1968: Compagni compagni, Studio Marconi, Milano
- 1969: Galleria La Chiocciola, Padova
- 1970: Paesaggi TV, Studio Marconi, Milano
- 1972: Galleria L’Uomo e l’Arte, Milano
- 1973: Galleria Il Gabbiano, Roma
- 1973: Galleria La Steccata, Parma
- 1974: Mario Schifano, Salone delle scuderie in Pilotta, Parma
- 1975: La pittura come macchina del desiderio. Mario Schifano 1960-62, Galleria D’Alessandro-Ferranti, Roma
- 1975: Galleria Sangallo, “Inventario”, Firenze
- 1975: Mario Schifano 1960-1970, Galleria La Chiocciola, Padova
- 1976: Documenti. La tendenza pop, una situazione italiana. Mario Schifano, Galleria Civica d’Arte Moderna, Modena
- 1976: Galleria Niccoli, Parma
- 1978: Mario Schifano, ampio insoluto, A.A.M. Architettura Arte Moderna, Roma.
- 1978: Capolavoro sconosciuto, Galleria La Tartaruga, Roma
- 1978: Schifano fotografo. Diario di viaggio di Nancy Ruspoli, Università degli Studi, Centro Studi e Archivio della Comunicazione, Parma
- 1979: Palazzo dei Diamanti, Galleria Civica d’Arte Moderna, Ferrara
- 1980: Viaggiatore notturno. Collages, disegni, serigrafie, fotografie, film, Istituto Nazionale per la Calcografia, Roma
- 1980: Mario Schifano 1970-1980. Laboratorio umano e pittura Galleria Comunale d’Arte Moderna, Palazzo del Ridotto, Cesena
- 1981: Cosmesi, Studio Soligo, Roma
- 1982: Mario Schifano, Museo d'arte della città di Ravenna, Ravenna
- 1982: Approssimazioni. Un ciclo di architetture di Mario Schifano, Galleria Vigato, Alessandria
- 1983: “Opere recenti”, Galleria Bergamini Diarte, Milano
- 1983: Annina Nosei Gallery, New York
- 1984: Naturale sconosciuto, Palazzo delle Prigioni Vecchie, Venezia
- 1985: Musée Saint-Pierre art contemporain, Lione
- 1986: Villa Arson, Nizza
- 1987: Perdita d’occhio, cento per settanta, Galleria Mazzocchi, Parma
- 1988: Indicazioni, Palazzo Guasco Gallarati, Alessandria
- 1988: Le secret de la jeunesse éternelle: un Faust dionysiaque, Galerie Adrien Maeght, Parigi
- 1989: Inventario con anima e senz’anima, Padiglione d’Arte Contemporanea, Ferrara
- 1990: “Divulgare”, Palazzo delle Esposizioni, Roma
- 1990: “Mario Schifano. Una collezione ’60/70”, Studio Marconi, Milano
- 1991: “Venezioso”, Bugno & Samueli Art Gallery, Venezia
- 1992: “Tridente sette. Mediterranea”, Galleria Anna D’Ascanio, Roma
- 1994: Mario Schifano, Yurakucho Art Forum, Tokyo
- 1996: Musa ausiliaria, Fundaçao Memorial de América Latina, San Paolo del Brasile
- 1998: Quattordicimila giorni e oltre, Studio Casoli, Roma
- 1998: Sognato acquerello dipinto a smalto, Galleria Zonca & Zonca, Milano
- 1999: Io sono infantile, Palazzo Magnani, Reggio Emilia
- 1999: “Musa ausiliaria, Centrum Sztuki Wspólczesnej, Zamek Ujazdowski, Varsavia
- 2001: MarioSchifanotutto, Galleria Comunale d’Arte Moderna e Contemporanea, Roma
- 2003: Mario Schifano 1960-1965, Galleria Zonca & Zonca, Milano
- 2004: Gli anni Ottanta. Cartagine, Acropolium, Deserts, MACI, Museo d’Arte Contemporanea Isernia, Isernia
- 2005: Schifano 1960-1964. Dal monocromo alla strada, Fondazione Marconi, Milano
- 2005: Deserts, Museo di Belle Arti, Marrakesh
- 2005: Big Paintings, Istituto Italiano di Cultura, Londra
- 2006: Schifano 1964-1970. Dal paesaggio alla TV, Fondazione Marconi, Milano
- 2007: Mario Schifano: paintings 1960-1966, Sperone Westwater Gallery, New York
- 2008: Schifano. America Anemica, Palazzo Pigorini, Parma
- 2008: Schifano 1934-1998, Galleria nazionale d’arte moderna, Roma
- 2009: Schifano. Tutte STELLE, MdM Museum, Porto Cervo-Arzachena
- 2009: Schifano 1934-1998, Musée d’art moderne, Saint-Etienne
- 2010: Laboratorio Schifano, MACRO, Roma
- 2017: Mario Schifano nelle collezioni private e non solo, Appartamenti della Rustica, Palazzo Ducale, Mantova
- 2017: Al di là delle Stelle Mario Schifano: Monotipi e Multipli, Fornaciai Art Gallery, Firenze - Modern and Contemporary since 1956.
- 2019: Mario Schifano a cura di Graziano Menolascina, Artissima, Torino.
- 2021: Mario Schifano: La Pittura. Galleria Lombardi, Roma
- 2023: Mario Schifano: Il nuovo immaginario. 1960-1990, Gallerie d'Italia, Napoli
- 2023: Mario Schifano: The Rise of the ‘60s. Magazzino Italian Art, Cold Spring NY
- 2023: Mario Schifano: TUTTO nelle carte….  A cura di Alberto Salvadori fondazione Marconi e GiòMarconi, Milano
- 2023: Mario Schifano: Visioni dell’anima.  A cura di Lorenzo Lombardi Galleria Lombardi, Roma
- 2024: Mario Schifano: Compagni in un'oasi sotto il cielo stellato. Spazio Roseto, Corso Garibaldi 95, Milano

### Collettive
- 1959: Mambor, Schifano, Tacchi, Galleria Appia Antica, Roma
- 1960: 5 pittori: Angeli, Festa, Lo Savio, Schifano Uncini, Galleria la Salita, Roma
- 1961: Schifano, Kounellis, Twombly, Galleria La Tartaruga, Roma
- 1962: The New Realists, Sidney Janis Gallery,New York.
- 1963: La nuova figurazione. Novelli, Perilli, Rotella, Schifano, Vacchi, Galleria La Strozzina, Firenze.
- 1964: XXXII Biennale Internazionale d'Arte, Venezia
- 1964: Carnegie lnstitute, Pittsburgh
- 1965: Galleria Nazionale d'Arte Moderna, Aspetti dell'arte contemporanea, Roma
- 1965: Otto pittori: Adami, Aricò, Del Pezzo, Giorgi, Plessi, Schifano, Volpini, Galleria Hausammann, Cortina d’Ampezzo
- 1965: The Exhibition of Works by Contemporary Italian Artists, Tokyo
- 1966: Studio Marconi: Adami, Baj, Del Pezzo, Schifano, Tadini, Galleria Rotta, Genova
- 1966: Rassegna di arti figurative, Amalfi
- 1966: Artisti contemporanei oggi, Bucarest
- 1966: Arte moderna italiana, Stoccolma
- 1966: Arte attuale italiana, Dortmund
- 1967: Gemeentemuseum, Arte italiana contemporanea, L'Aja
- 1967: Angeli, Ceroli, Fioroni, Kounellis, Pascali, Schifano, Tacchi, Galleria De’ Foscherari, Bologna
- 1969: Cento opere d’arte italiana dal futurismo a oggi, Galleria Nazionale d’Arte Moderna, Roma
- 1969: Aspekte aus Italien, Vienna
- 1970: Palazzo delle Esposizioni, Vitalità del negativo nell'arte italiana 1960-70, Roma
- 1972 Tra rivolta e rivoluzione, Galleria Comunale d’Arte Moderna, Bologna
- 1973: X Quadriennale nazionale d'arte, Roma
- 1976: Europa-America, l’astrazione determinata 1960-76, Galleria Nazionale d’Arte Moderna, Bologna
- 1977: Arte in Italia 1960-1977, Galleria Civica d’Arte Moderna, Torino,
- 1977: XX Rassegna internazionale d’arte, Palazzo di Città, Acireale
- 1978: XXXVIII Biennale Internazionale d'Arte, Venezia
- 1981: Centre Georges Pompidou, Identité italienne. L'art en Italie depuis 1959, Parigi
- 1982: L’opera dipinta 1960-1980, Salone delle Scuderie in Pilotta, Parma
- 1984: XLI Biennale Internazionale d’Arte, Venezia
- 1986: Alcuni aspetti dell’arte contemporanea in Italia, Soares dos Reis, Porto
- 1986: 1960-1985. Aspekte der ltalienischer Kunst, Haus am Waldsee, Berlino
- 1987: Per amor del cielo, Galleria d’Arte Moderna, Palermo
- 1987: L’Attico 1957-1987. 30 anni di pittura, scultura, musica, danza, performance, video, chiesa di San Nicolò, Spoleto
- 1989: La collezione Sonnabend dalla pop art in poi, Galleria Nazionale d’Arte Moderna, Roma
- 1989: Arte italiana nel XX secolo, Royal Academy, Londra
- 1991: Capo d'Orlando: Una città per l'Arte - Luci e vetrine della città per artisti contemporanei, Capo d'Orlando
- 1991: ’60-90. Trent’anni di avanguardie romane, Palazzo dei Congressi, Roma
- 1994: The Italian Metamorphosis 1943-1968, Solomon R. Guggenheim Museum, New York
- 1997: Dadaismo dadaismi. Da Duchamp a Warhol, Palazzo Forti, Verona
- 2003: Un cielo pieno di cultura, Moravia, Pasolini e Schifano a Sabaudia,Museo Emilio Greco, Sabaudia
- 2005: Pop art Italia 1958-1968, Galleria Civica d’Arte Moderna, Modena
- 2008: Pop Art Italia 1956-1968 Scuderie del Quirinale, Roma
- 2008: Italics. Arte Italiana tra tradizione e rivoluzione 1968-2008 Palazzo Grassi, Venezia
- 2011: Gli irripetibili anni ’60. Un dialogo tra Roma e Milano, Fondazione Roma, Roma
- 2011: Da Bacon ai Beatles. Nuove immagini in Europa negli anni del rock, Permanente, Milano
- 2012: Selections from the private colletion of Robert Rauschenberg,Gagosian, New York
- 2012: Una finestra sul mondo, Museo d’arte, Lugano
- 2012: Critique ant Crisis. Art in Europe since 1945, Deutsche Historisches Museum, Berlino
- 2012: Cinema d’artista italiano 1912-2012 Lo sguardo espanso, Complesso Monumentale del San Giovanni, Catanzaro
- 2013: Desire for Freedom. Art in Europe since 1945, Palazzo Reale, Milano
- 2016: Sermoneta Chiesa di S. Michele Arcangelo-Palazzo Caetani e Artena Museo Roger Lambrecth Tridente a cura di Antonio Fontana e Duccio Trombadori

## Mario Schifano nei musei
- CAM Casoria Contemporary Art Museum, Casoria
- Collezione Roberto Casamonti, Firenze
- CSAC - Centro Studi e Archivio della Comunicazione, Università di Parma
- Fondazione Biscozzi Rimbaud, Lecce
- Galleria nazionale d'arte moderna e contemporanea, Roma
- Imago Museum, Pescara
- Mart- Museo di arte moderna e contemporanea di Trento e Rovereto
- Museo Carandente, Palazzo Collicola - Arti visive, Spoleto
- Museo Civico di arte contemporanea, Gibellina
- Museo di arte contemporanea (Roma) (MACRO), Roma
- Museo d'arte moderna - (MAMbo), Bologna
- Museo Fisogni, Tradate
- Museo Palazzo Ricci, Macerata
- Museo Perrando (Collezione privata del mecenate Giuliano Bianchi), Sassello
- Museo Santa Barbara - (MuSaBa), Mammola
- Pinacoteca d'arte moderna, Avezzano
- Società per le Belle Arti ed Esposizione Permanente, Milano
- The Drawing Center, New York